# Foley (Minnesota)

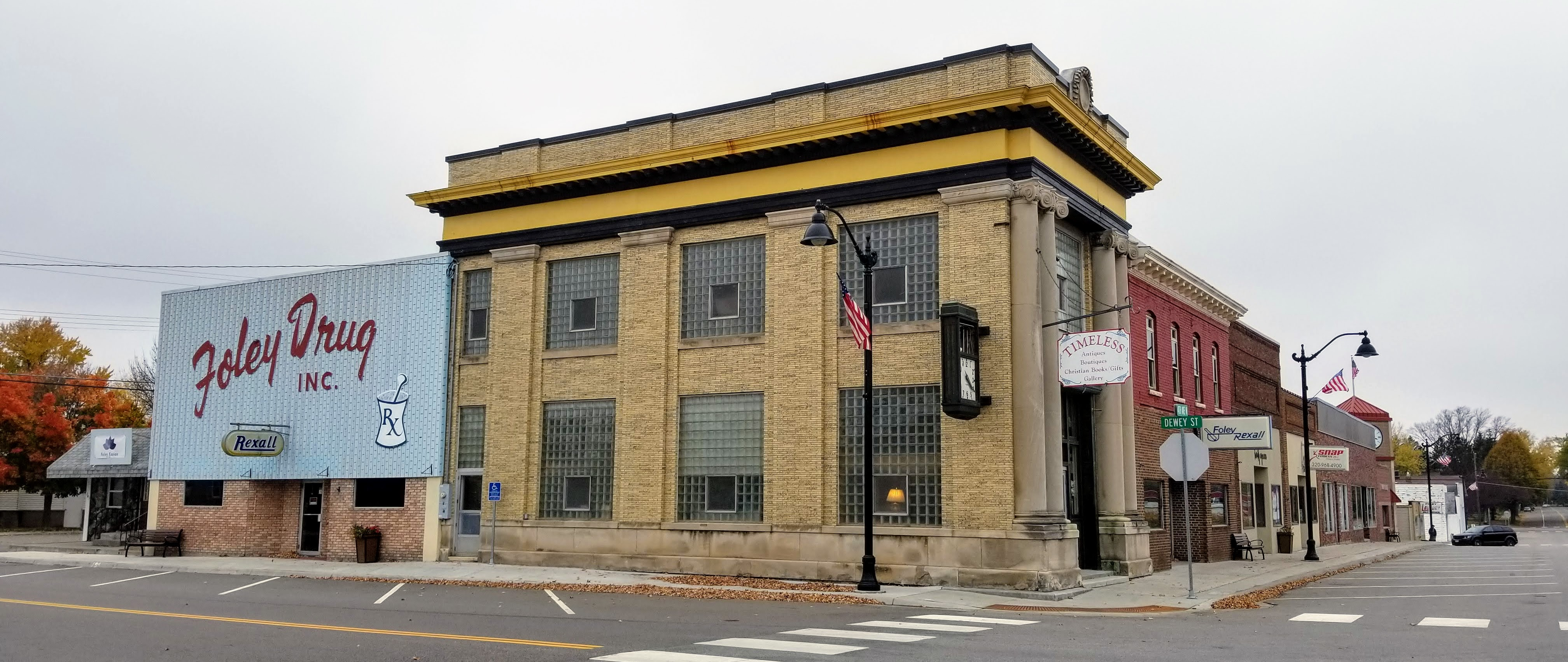
Bâtiments à Foley (2020)

Pour les articles homonymes, voir Foley.
La ville de Foley est le siège du comté de Benton, dans l’État du Minnesota, aux États-Unis. Sa population s’élevait à 2 603 habitants lors du recensement de 2010, estimée à 2 652 habitants en 2016.

## Source
- (en) Cet article est partiellement ou en totalité issu de l’article de Wikipédia en anglais intitulé « Foley, Minnesota » (voir la liste des auteurs).